# Żuwki
Żuwki − parzyste elementy aparatu gębowego sześcionogów, stanowiące wyrostki pieńków ich szczęk.
Żuwki są częścią szczęk I i II pary, będących przekształconymi odnóżami głowowymi. Żuwki są tu dwoma płatami endytu każdego z nich: żuwka zewnętrzna endytu zewnętrznego, a żuwka wewnętrzna endytu wewnętrznego. Obsługują je mięśnie szczęk.
W aparacie gębowym typu gryzącego żuwki odgrywają kilka funkcji: są narządami zmysłów smaku i dotyku, biorą udział w połykaniu pokarmu oraz służą do czyszczenia głaszczków, czułków i przednich odnóży krocznych. W innych typach aparatów mogą być różnorodnie zmodyfikowane.